# Бочини, Альберто
Альберто Бочини (итал. Alberto Bocini, род. Прато, Италия) — итальянский музыкант (контрабас), музыкальный педагог и композитор.

## Биография
Альберто Бочини родился в городе Прато. Первоначально учился игре на гитаре, но затем сделал выбор в пользу контрабаса. Закончил Консерваторию Луиджи Керубини во Флоренции, где проходил обучение у Альфредо Бранди. Продолжил обучение у Франко Петракки.
Пять лет возглавлял группу контрабасов в Orchestra Nazionale dell’Accademia di Santa Cecilia, пятнадцать лет — в Оркестре Maggio Musicale Fiorentino (под управлением Зубина Меты), выступал в качестве солиста с такими оркестрами, как: I Solisti Filarmonici Italiani, Оркестр театра Ла Скала, Лондонский симфонический оркестр, Токийский симфонический оркестр, Orchestra del Teatro Massimo di Palermo, Orchestra di Roma e del Lazio. Как солист выступал с такими музыкантами, как: Юрий Башмет, Вадим Репин, Борис Березовский, Наталья Гутман… Неоднократно выступал на международных музыкальных фестивалях (в частности, на Newport Music Festival — одиннадцать раз). В 2012 году Альберто Бочини завершил оркестровую карьеру и стал выступать с ансамблем контрабасистов Bass Gang. Вместе с ним выступал в европейских странах, Японии и Южной Корее. Стал первым исполнителем Концерта для контрабаса Эннио Морриконе, сотрудничает с современными композиторами. Записал диск со своими интерпретациями сочинений группы Genesis.
Альберто Бочини сочиняет произведения для контрабаса, сочетая элементы классики и джаза.
Сотрудничает как солист с лейблами Denon, Stradivarius, Velut Luna. Записывается на собственном независимом лейбле NBB Records.
С 2009 года Альберто Бочини является профессором Женевской консерватории (La Haute École de Musique de Genève). Неоднократно был членом жюри Международного конкурса контрабасистов имени Сергея Кусевицкого в Санкт-Петербурге. Дал концерт в рамках IV Международного музыкального фестиваля «Планета-Контрабас» (Санкт-Петербург).

## Награды
Музыкант стал победителем и призёром нескольких престижных международных музыкальных конкурсов: первый приз на конкурсе имени Валентино Буччи, первый приз на конкурсе Torneo Internazionale della Musica, второй приз на конкурсе струнных инструментов имени Никанора Сабалеты.

## Интересные факты
- Музыкант играет на инструменте начала XVIII века работы анонимного итальянского мастера, подаренном восторженной поклонницей после одного из концертов.

## Избранная дискография
- Alberto Bocini — Alessandro Cavicchi. Albasso l’Opera. NBB Records. COD. 0036.
- The Bass Gang. The Chianti Concert. NBB Records. COD. 0025.
- Alberto Bocini, Daniel del Pino. Live in villa S. Lorenzo. NBB Records. COD. 0019.
- A. Bocini — A. Cavicchi — A. Baggio. The Cryme of selling lambs after GENESIS. NBB Records. COD. 0016.